# Ype Baukes de Graaf
Ype Baukes (ook wel Ipe of IJpe) de Graaf (Workum, 10 augustus 1812 – Leeuwarden, 23 maart 1860) was een Nederlandse man die in 1860 wegens moord ter dood veroordeeld werd. Hij was de op-twee-na laatste persoon die in Nederland in vredestijd werd geëxecuteerd, en de laatste persoon in Friesland. Omdat executies in Nederland die tijd al zeer zeldzaam waren, kreeg zijn zaak veel aandacht.

## Levensloop
Ype werd geboren in Workum, maar woonde in Harlingen. Van beroep was hij sjouwer, maar een groot deel van zijn volwassen leven heeft hij vanwege diverse veroordelingen gevangengezeten. Op 17-jarige leeftijd werd hij veroordeeld tot twee jaar tuchthuis. In 1835 werd hij opnieuw veroordeeld: ditmaal tot geseling met een strop om de nek, brandmerking met de letters T en P, en zeven jaar celstraf. In 1843 werd hij opnieuw veroordeeld tot geseling, brandmerking en ditmaal acht jaar gevangenisstraf. En in 1854 werd hij veroordeeld tot vijf jaar gevangenisstraf.

## Misdaad
In mei 1859 werd Ype Baukes de Graaf vrijgelaten uit de gevangenis van Leeuwarden. Hij keerde terug naar Harlingen en probeerde de relatie met zijn vriendin Aafke Monsma, met wie hij ongehuwd had samengewoond en twee kinderen had (waarvan er nog een leefde), nieuw leven in te blazen. Toen ze elkaar op 3 september 1859 tegenkwamen wees Aafke hem openlijk af en gaf aan niets meer met hem te maken te willen hebben. De Graaf liet het hier niet bij zitten en bedreigde Aafje Monsma. Zij liet zich echter niet ompraten. Toen zij even later met aardappelen van de markt naar enkele winkels liep werd zij door Ype Baukes onverwachts van achteren gegrepen en zevenmaal gestoken. Op haar geschreeuw kwamen verschillende mensen af. Aafke Monsma strompelde zwaargewond, ondertussen luid jammerend om haar kind, nog een paar huizen ver voordat zij bewusteloos neerviel. Ze werd nog naar een nabij gelegen pakhuis gedragen, maar overleed kort erop. Ype veegde het mes aan zijn broek af en probeerde te ontkomen maar hij werd al snel aangehouden. De Graaf verklaarde bij zijn verhoor dat hij zijn ex bewust had omgebracht, en dat hij van plan was zichzelf en zijn kind van het leven te beroven.

## Rechtszaak
Op 7 november 1859 vond de rechtszaak plaats voor het Provinciaal gerechtshof in Friesland in Leeuwarden. De Graaf werd beschuldigd van moord dan wel moedwillige doodslag met voorbedachten rade. De procureur-generaal, mr. Adolph Ypeij, riep elf getuigen op waarvan vier ook daadwerkelijk het misdrijf hadden gezien. De deskundigen verklaarden dat van de messteken er één absoluut dodelijk was geweest, en dat de andere messteken los van elkaar niet, maar in samenhang wel absoluut dodelijk waren. Ype Baukes de Graaf bekende bij de rechtszaak opnieuw het misdrijf te hebben gepleegd, waarop de procureur-generaal de doodstraf eiste. De advocaat, mr. J. Telting, wees op verzachtende omstandigheden.
Op 12 november 1859 deed de voorzitter van het hof, jhr. mr. H.M. Speelman Wobma uitspraak. Gezien de ernst van het misdrijf en zijn strafrechtelijk verleden werd Ype Baukes de Graaf tot de dood door ophanging veroordeeld. Volgens ooggetuigen hield mr. Speelman Wobma een indrukwekkende toespraak tot de veroordeelde, waarin hij aangaf dat deze zich moest voorbereiden op de aanstaande dood aangezien de kans op koninklijke genade klein was. Ook werd De Graaf verteld dat hij weliswaar zijn aardse lichaam spoedig zou verliezen, maar dat hij zijn geest kon redden door zich te verzoenen met het Opperwezen. De woorden van de voorzitter van het hof maakten weinig indruk op De Graaf: net als bij het hele proces maakte hij een 'verstokte' indruk.
De Graaf ging tegen het vonnis in cassatie bij de Hoge Raad, maar op 4 januari 1860 werd dit verworpen.

## Executie
Het verzoek om gratie werd door de koning afgewezen, en op donderdag 22 maart 1860 werd aan De Graaf verteld dat hij nog 24 uur te leven had. Volgens ooggetuigen hoorde hij het bericht kalm aan, en vroeg niet om geestelijke bijstand. Vanaf dit moment werd De Graaf continu vergezeld door brigadier-majoor Vermeulen. Met deze bewaker praatte de veroordeelde de laatste middag van zijn leven over zijn leven, en ondanks dat de brigadier-majoor pogingen deed om hem tot "ernstige gedachten" te brengen bleef De Graaf luchtig vertellen over zijn leven en de keren dat hij met justitie in aanraking was geweest. Zeker toen hij hoorde dat brigadier-majoor Vermeulen ook dienst had gedaan in Harlingen. Ook het galgenmaal liet hij zich goed smaken, evenals het sigaartje dat hij kreeg bij de koffie. Toen brigadier-majoor zich even een uurtje liet vervangen door een andere bewaker, vroeg De Graaf hem zelfs om wat meer sigaartjes mee te nemen, wat ook gebeurde.
De laatste nacht bracht Ype de Graaf slapend door: hij sliep zelfs zo goed dat hij de volgende ochtend gewekt moest worden. Rond 9 uur 's ochtends kwam de koets hem ophalen bij de gevangenis om hem naar het Gerechtshof te brengen. De route was zo gekozen dat De Graaf geen zicht had op het schavot dat inmiddels op het Zaailand was opgezet. Om 10 uur kreeg hij zijn allerlaatste maaltijd, die hij zich opnieuw goed liet smaken. Om half twaalf werd hij naar een ander vertrek gebracht in het Gerechtshof, dat uitzicht had op het schavot. In dit vertrek was ook de beul aanwezig die de halsbedekking van de veroordeelde afnam en de zijden strop om zijn nek plaatste. Op dit moment zagen de omstanders even een moment van ontsteltenis bij Ype de Graaf, maar hij herstelde zich snel. Hij nam plaats op een stoel voor een raam, en tilde het gordijn even op om de mensenmassa die zich inmiddels had verzameld te aanschouwen. Om twaalf uur liep De Graaf, vergezeld door de beul en zijn knecht en enkele bewaarders van het Gerechtshof naar het schavot. Op het schavot deed hij zelf zijn schoenen uit, waarna de strop aan het koord van de galg werd vastgemaakt. Enige seconden later klapte het valluik open.
Er was een enorme mensenmassa op de terechtstelling afgekomen. Volgens sommige bronnen waren er 20.000 toeschouwers (Leeuwarden had destijds zo'n 25.000 inwoners)